# Bir el-Ater (distrito)
Bir el-Ater é um distrito localizado na província de Tébessa, Argélia. Sua capital é a cidade de mesmo nome. A população total do distrito era de 83 626 habitantes, em 2008.[carece de fontes?]

## Comunas
O distrito está dividido em duas comunas:
- Ogla Melha
- Bir el-Ater